# Coupe Spengler 1931
Navigation
Édition précédente Édition suivante
La Coupe Spengler 1931 est la 9e édition de la Coupe Spengler. Elle se déroule en décembre 1931 à Davos, en Suisse.

## Règlement du tournoi
Les neuf équipes sont réparties en trois groupes de trois équipes chacun. Le groupe A est composé de l'SC Riessersee, du Hockey Club Davos, et du Hockey Club Milan. Le groupe B est composé et du Racing Club de France, de l'Akademischer EHC Zürich et de l'Université d'Oxford. Le groupe C est composé de l'Université de Cambridge, du SC Berlin et du GC Zurich
Les équipes jouent un match contre chacune des autres équipe de son groupe. Les premiers de chaque groupe ainsi que le meilleur deuxième jouent une phase éliminatoire afin de déterminer le vainqueur de la Coupe Spengler.

## Résultats

### Phase de groupes

#### Groupe A
| Clt   | Équipe        | PJ | V | VP | D | DP | BP | BC | Pts |
| ----- | ------------- | -- | - | -- | - | -- | -- | -- | --- |
| +001, | HC Davos      | 2  | 2 | 0  | 0 | 0  | 12 | 4  | 4   |
| +002, | SC Riessersee | 2  | 1 | 0  | 1 | 0  | 4  | 9  | 2   |
| +003, | HC Milan      | 2  | 0 | 0  | 2 | 0  | 3  | 6  | 0   |

- Qualifié directement pour la finale

| décembre | HC Davos | 4-2 | HC Milan |  |

| décembre | SC Riessersee | 2-8 | HC Davos |  |

| décembre | SC Riessersee | 2-1 | HC Milan |  |

#### Groupe B
| Clt   | Équipe                  | PJ | V | VP | D | N | BP | BC | Pts |
| ----- | ----------------------- | -- | - | -- | - | - | -- | -- | --- |
| +001, | Université d'Oxford     | 2  | 1 | 0  | 0 | 1 | 7  | 0  | 3   |
| +002, | RC France               | 2  | 1 | 0  | 0 | 1 | 3  | 0  | 3   |
| +003, | Akademischer EHC Zürich | 2  | 0 | 0  | 2 | 0 | 0  | 10 | 0   |

- Qualifié directement pour la finale

| décembre | Université d'Oxford | 7-0 | Akademischer EHC Zürich |  |

| décembre | Université d'Oxford | 0-3 | RC France |  |

| décembre | RC France | 0-0 | Akademischer EHC Zürich |  |

#### Groupe C
| Clt   | Équipe                  | PJ | V | VP | D | DP | BP | BC | Pts |
| ----- | ----------------------- | -- | - | -- | - | -- | -- | -- | --- |
| +001, | Berlin SC               | 2  | 2 | 0  | 0 | 0  | 6  | 1  | 4   |
| +002, | GC Zurich               | 2  | 1 | 0  | 1 | 0  | 11 | 3  | 2   |
| +003, | Université de Cambridge | 2  | 0 | 0  | 2 | 0  | 2  | 15 | 0   |

- Qualifié directement pour la finale

|  | Berlin SC | 4-1 | Université de Cambridge |  |

| décembre | GC Zurich | 11-1 | Université de Cambridge |  |

| décembre | Berlin SC | 2-0 | GC Zurich |  |

### Phase finale
|  | Demi-finales                  | Demi-finales                  |                        |   | Finale                        | Finale                        |
|  | Demi-finales                  | Demi-finales                  |                        |   | Finale                        | Finale                        |
|  |                               |                               |                        |   |                               |                               |
|  | Eisstadion Davos, 30 décembre | Eisstadion Davos, 30 décembre |                        |   | Eisstadion Davos, 31 décembre | Eisstadion Davos, 31 décembre |
|  | Eisstadion Davos, 30 décembre | Eisstadion Davos, 30 décembre |                        |   | Eisstadion Davos, 31 décembre | Eisstadion Davos, 31 décembre |
|  | HC Davos                      | 1                             |                        |   | Eisstadion Davos, 31 décembre | Eisstadion Davos, 31 décembre |
|  | HC Davos                      | 1                             |                        |   | Eisstadion Davos, 31 décembre | Eisstadion Davos, 31 décembre |
|  | Université d'Oxford           | 4                             |                        |   | Eisstadion Davos, 31 décembre | Eisstadion Davos, 31 décembre |
|  | Université d'Oxford           | 4                             | Université d'Oxford    | 4 |                               |                               |
|  |                               |                               | Université d'Oxford    | 4 |                               |                               |
|  |                               | Berlin SC                     | 1                      |   |                               |                               |
|  | Berlin SC                     | Berlin SC                     | 1                      | 4 |                               |                               |
|  | Berlin SC                     |                               |                        | 4 |                               |                               |
|  | Racing Club de France         | 3                             |                        |   |                               |                               |
|  | Racing Club de France         | 3                             | Match pour la 3e place |   |                               |                               |
|  |                               |                               |                        |   |                               |                               |
|  |                               |                               |                        |   |                               |                               |
|  |                               |                               |                        |   |                               |                               |
|  | Racing Club de France         | 3                             |                        |   |                               |                               |
|  | Racing Club de France         | 3                             |                        |   |                               |                               |
|  | HC Davos                      | 4                             |                        |   |                               |                               |
|  | HC Davos                      | 4                             |                        |   |                               |                               |

#### Demi-finale
| 30 décembre | HC Davos | 1-4 (0:2, 0:1, 1:1) | Université d'Oxford | Eisstadion Davos |

| 30 décembre | Berlin SC | 6-0 (0:0, 2:0, 4:0) | RC France | Eisstadion Davos |

#### Match pour la3eplace
| 31 décembre | HC Davos | 4-3 (pr) | RC France | Eisstadion Davos |

#### Finale
| 31 décembre | Université d'Oxford | 4-1 | Berlin SC | Eisstadion Davos |